# 田舎館村上水道配水場

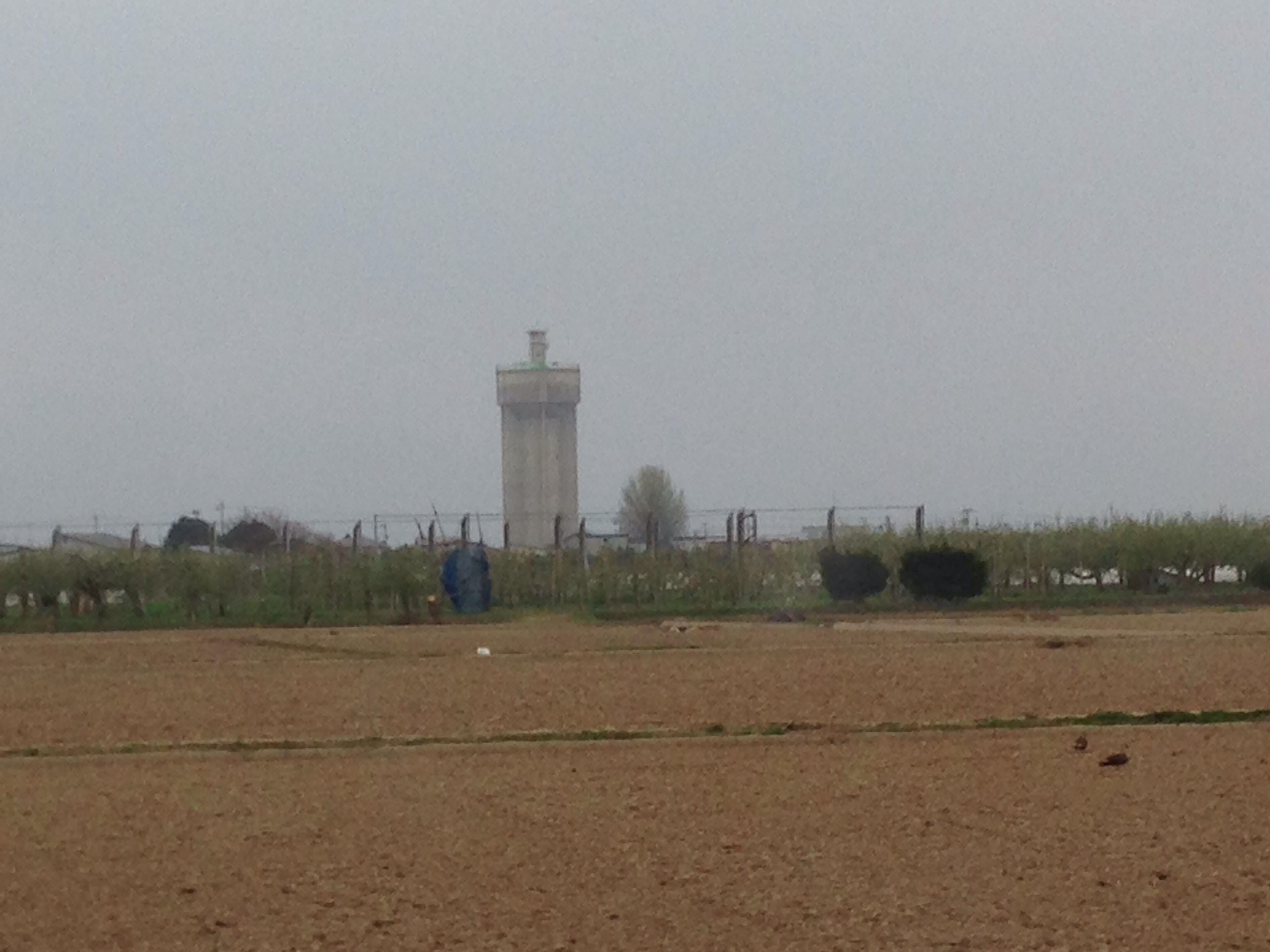
田舎館村上水道配水場

田舎館村上水道配水場（いなかだてむらじょうすいどうはいすいじょう）は、青森県南津軽郡田舎館村にある上水道施設である。

## 概要
村南部の諏訪堂地区に置かれ、黒石市石名坂にある津軽広域水道企業団の取水施設から導水管で水を引き入れ、当施設で浄水して、村内全域へ水を供給している。
エフエムジャイゴウェーブの送信施設も置かれている。詳細は、詳細は#送信所参照。

## 周辺
- 住宅があるほか、田んぼが広がっている。
- 少し離れた所には、青森県道41号弘前環状線が通っている。

## 送信所
申請の概要による。
| 免許人                           | 呼出符号   | 周波数  | 空中線電力 | ERP  | 放送区域                                                                          | 放送区域内 世帯数 |
| -------------------------------- | ---------- | ------- | ---------- | ---- | --------------------------------------------------------------------------------- | ----------------- |
| 株式会社エフエムジャイゴウェーブ | JOZZ2AQ-FM | 76.3MHz | 20W        | 9.8W | 田舎館村、弘前市、黒石市･、尾上町（現・平川市）、常盤村（現・藤崎町）の各一部地域 | 18,285世帯        |

- 1999年（平成11年）12月27日 - 放送局（現・特定地上基幹放送局）の免許取得[2]
- 2000年（平成12年）1月1日 - 開局[2]
- 2025年（令和7年）3月28日 - エフエムジャイゴウェーブの閉局により、この日をもって廃局[3]。